# Thomisus spiculosus
Thomisus spiculosus là một loài nhện trong họ Thomisidae.
Loài này thuộc chi Thomisus. Thomisus spiculosus được Mary Agard Pocock miêu tả năm 1901.